# Castillo-Iglesia de Santa Catalina
El castillo-iglesia de Santa Catalina es un yacimiento formado por la acumulación de las distintas fases de ocupación en el cerro del “Torreón” o de “Santa Catalina”, en el término municipal y núcleo urbano de Fuenllana (Ciudad Real, España). A fecha de 2017 se conoce una inicial fortaleza medieval, una iglesia de la Edad Media y Moderna y un cementerio que estuvo en uso hasta inicios del siglo XX. Sus coordenadas geográficas son 38°45′N y 2°57′O.
La primera construcción y ocupación conocida en el cerro data del siglo XIII, como un espacio fortificado utilizado por la Orden de Santiago para el control y defensa de la aldea de Fuenllana. También como una plaza más en la estrategia de ocupación del territorio del Campo de Montiel durante el periodo de la Reconquista y Repoblación. Al alejarse el frente islámico, el bastión fue perdiendo su papel militar de frontera pero, como otras tantas fortalezas, entró de lleno en las guerras intestinas castellanas. Fue en uno de estos lances, a mediados del siglo XV, cuando se mandó derruir sus murallas. A partir de ese momento, el lugar sustituye la planta militar por un acelerado programa de engrandecimiento y monumentalización del lugar como iglesia de la villa, partiendo probablemente de la capilla existente intramuros de la fortaleza. Las principales obras finalizan a finales del siglo XVI y estará bajo la advocación de Santa Catalina.
Hacia mediados del siglo XVIII la iglesia de Santa Catalina no era ya centro de la vida ni del urbanismo de la nueva Fuenllana. La iglesia fue desmantelada por la influencia y a favor de la iglesia de Santo Tomás de Villanueva, anexa al convento de los agustinos y erigida en honor a este santo. Tras este hecho, el cerro siguió ejerciendo de cementerio hasta ser abandonado definitivamente a inicios del siglo XX, momento en el que se construye el actual recinto necropolitano.

## Geografía
El castillo-iglesia de Santa Catalina se asienta un pequeño cerro junto a los límites urbanos de la actual localidad de Fuenllana, Ciudad Real. La villa está situada en el centro de la altiplanicie del Campo de Montiel, entre las poblaciones vecinas de Villanueva de los Infantes (5,9 km) y Villahermosa (8,7 km). Junto a la población nace y comienza el discurrir del arroyo Tortillo, corriente pequeña, de corto caudal y cuenca muy enrasada, uno de los afluentes del río Azuer. Fue precisamente esta posición en llanura junto a un manantial y tierras llanas las que determinaron el emplazamiento de la Fuentplana medieval frente a un territorio circundante más sinuoso (Carrizosa y Montiel).

## Acceso
- CM-412

A Fuenllana y al castillo-iglesia de Santa Catalina se accede fácilmente por la carretera regional CM-412, que une Villanueva de los Infantes y Villahermosa. El yacimiento es localizable a simple vista, pues se halla en el lateral oeste de la localidad y sobre un cerrete, por lo que resalta en el horizonte desde kilómetros. El itinerario para llegar está indicado por señales de dirección y se puede aparcar en calles aledañas. Recientemente se ha constituido como parque público y se puede pasear libremente (con precaución, por encontrarse en proceso de estudio y acondicionamiento). El interior de la antigua iglesia es visible desde fuera y el acceso a su interior está restringido a días especiales.
Aunque diseñado por el Proyecto Arqueológico Santa Catalina, actualmente no está ejecutado un itinerario de visitas apoyado por panelería. Tampoco está adaptado el cerro para personas con dificultades motrices.

## Historia

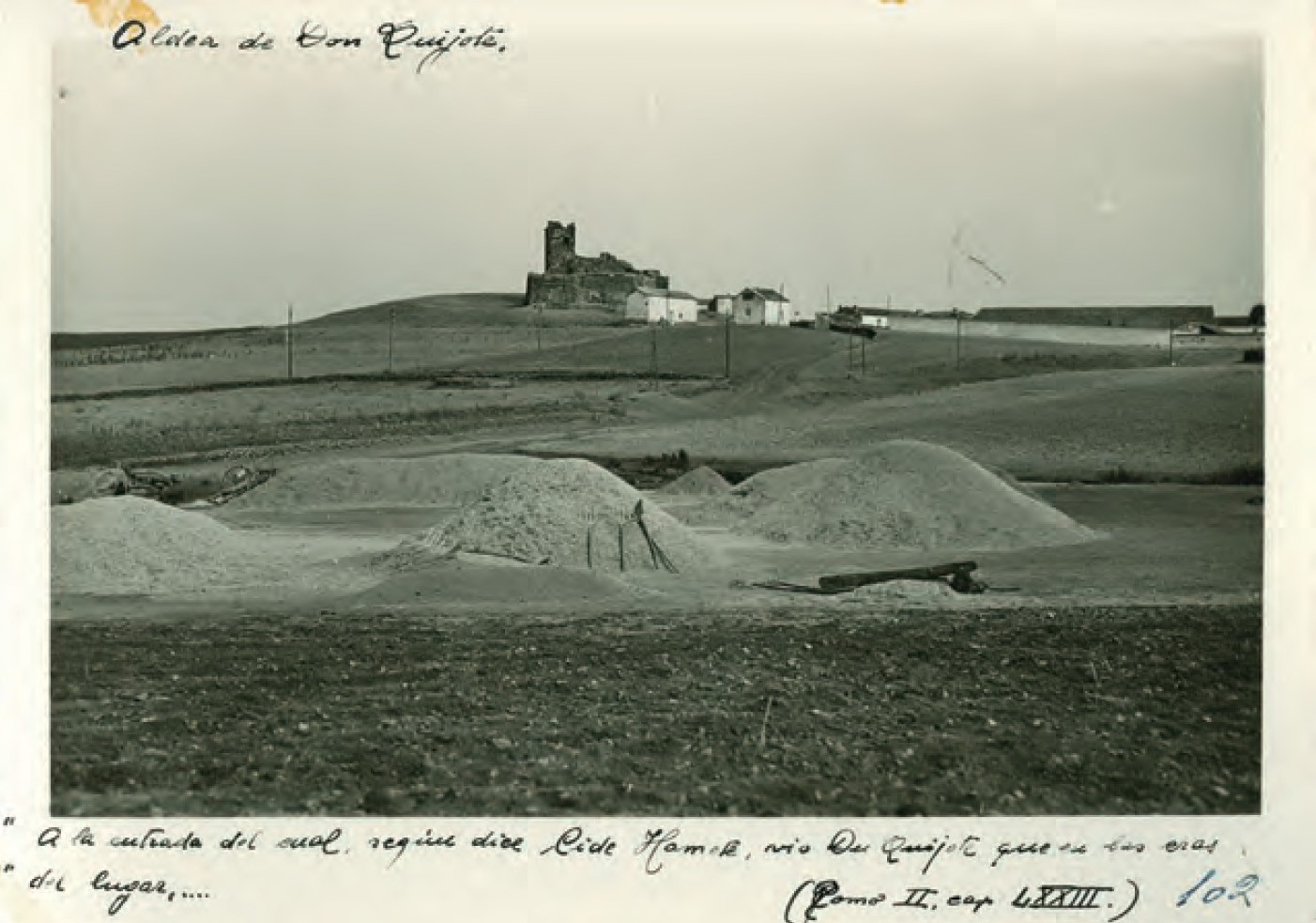
Fotografía de Fuenllana realizada en 1926 por Charles Alberty (Loty) para la Exposición Universal de Barcelona de 1929. Colección del Museo Provincial de Ciudad Real.

La historia del castillo-iglesia de Santa Catalina se enmarca en el periodo de Reconquista y Repoblación de la altiplanicie del Campo de Montiel, que finalmente corrió a cargo de la Orden de Santiago. La repoblación del Campo de Montiel fue un lento y largo proceso a raíz de la Batalla de las Navas de Tolosa de 1212. Un año después de la conocida batalla, en 1213, tuvo lugar la cabalgada de Alfonso VIII al norte y sur de la comarca. En esta “razzia” consiguió tomar al menos las importantes plazas de Alcaraz, Eznavexore y Alhambra y dejó aislado en el centro de la comarca el castillo de Montiel bajo el poder musulmán. Es en ese momento cuando Alcaraz y la Orden de Santiago chocarán directamente en un proceso acelerado proceso repoblador. El Arzobispo de Toledo también litigará por la adscripción de los territorios a la Iglesia.
Así, Fuentplana figura entre los puntos reclamados por el concejo de Alcaraz en 1243, siendo adjudicado a la Orden. También gracias a estas reclamaciones territoriales conocemos que para esa fecha Fuenllana tenía iglesia abierta. Para la orden santiaguista la localidad formaba parte del esquema de repoblación del Campo de Montiel y de su sistema defensivo. Ante un Campo de Montiel que no contaba con barreras geográficas suficientemente imponentes como para hacer puntos inexpugnables lo que se diseñó fue una red de aldeas fortificadas, como la Peñaflor de Villanueva de los Infantes, y fortalezas concejiles como Fuenllana, destinadas, primeramente, a asfixiar a la Montiel musulmana. Esta caería definitivamente en la década de los años veinte del siglo XIII. En segundo lugar, como líneas de abastecimiento y comunicación de retaguardia tras las fortificaciones de frontera del reborde sur de la comarca, como las de Terrinches o Puebla del Príncipe.
Fuenllana consigue el privilegio de villazgo en 1293. Posteriormente consta que en el Capítulo General de 1440 se ratificó un acuerdo entre Fuenllana y Montiel, y que en 1468 tenía una población de 80 vecinos, según Diego de la Mota. El maestre Alonso de Cárdenas, a fines del siglo XV, cedió a la villa de Fuenllana la dehesa de La Serna, que era de la encomienda de Montiel, a cambio de un tributo de dos mil maravedíes anuales.
En cuanto al castillo de Fuenllana existe muy poca documentación acerca de él. Lo poco que conocemos de esta construcción es que los castillos de Alcubillas y Fuenllana fueron mandados derribar hasta los cimientos por Don Álvaro de Luna en 1446, en sus luchas con Rodrigo Manrique, en castigo por habérsele insubordinado el ayuntamiento a favor del segundo. Tal episodio ha sido constatado arqueológicamente.
Fuera de estos restos exhumados y restaurados recientemente, los del llamado Torreón o castillo de Fuenllana que coronan el cerro pertenecen a la iglesia parroquial dedicada a Santa Catalina de Alejandría. El templo se levantó en el mismo lugar donde existieron, al menos, otras dos versiones anteriores de esta iglesia. Se sabe que a finales del siglo XV la antigua parroquia se estaba reformando al estilo mudéjar pero, debido a las expectativas de crecimiento económico y demográfico, y a la llegada de las nuevas modas, el estilo pronto quedó anticuado y se decidió reedificarlo por completo. Por tanto, en el segundo tercio del siglo XVI comenzó a construirse la nueva y definitiva parroquia de Santa Catalina. Su declive se inició a mediados del siglo XVIII y a principios del siglo XIX ya estaba en ruinas, aunque utilizado como cementerio.

## Descripción

### Castillo
No existe documentación que nos hable acerca de cómo era el castillo de Fuenllana más allá de descripciones generales modernas (vid. bibliografía). Solo se puede acotar:
- que pese a la tradición popular, no se tiene constancia de que este fuera construido sobre un castillo anterior de origen árabe;
- que fue construido en la primera mitad del siglo XIII, fecha de conquista del Campo de Montiel;
- que fue mandado derrumbar por Don Álvaro de Luna en 1446 y que así se hizo;
- que los muros perimetrales de la fortaleza acabaron siendo incorporados a algunas casas adyacentes.

La única aportación que se puede realizar a la descripción de este castillo son los restos encontrados en los trabajos arqueológicos que se están llevando a cabo en el lugar desde 2013. En ellos se ha podido comprobar, gracias a los restos hallados, que sin duda nos encontramos ante lo que fue una muralla de gran tamaño (2 m) y que, se presume, rodeaba la totalidad del cerro en la que se encuentra (como atestiguan los diferentes lienzos de la muralla ubicados tanto en la parte norte del cerro, así como en las fachadas y el interior de las casas que se encuentran al este del mismo). Se estima que encierra una superficie aproximada de 3838 m². En estos trabajos también se halló una estancia cuadrangular adosada a la muralla en su lado oeste, utilizada como un gran osario, pero cuya construcción pudo ser posterior al castillo. No se tiene datos acerca de donde se situó el acceso ni si existió una torre del homenaje como tal.
Una vez derruido el castillo, y de forma indeterminada a día de hoy, se edificó sobre él la iglesia de Santa Catalina. No es raro que se aprovecharan estructuras anteriores pertenecientes al castillo, pero a día de hoy se carece de la debida información. Los muros y entradas actuales pertenecen a la iglesia.

### Iglesia

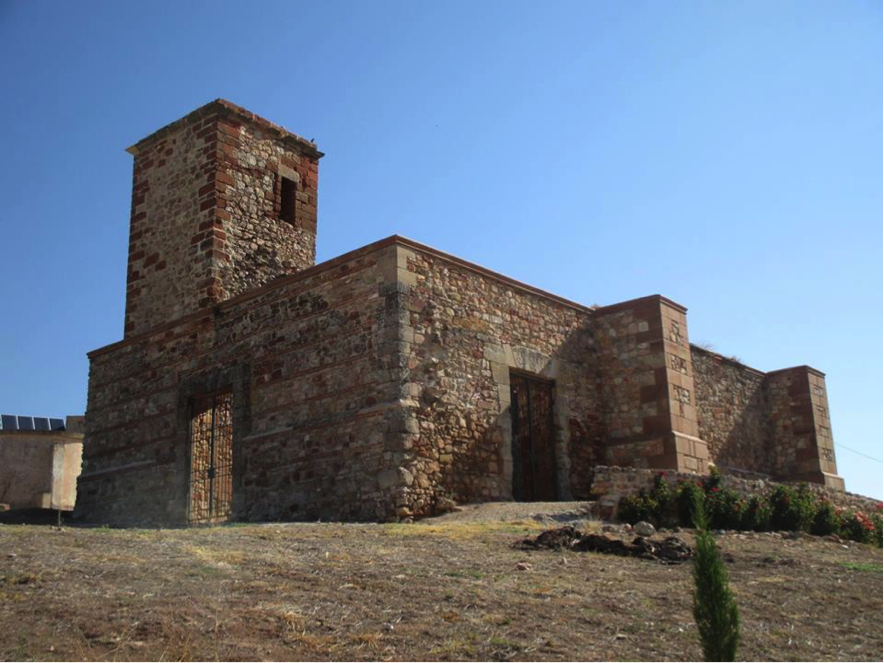
Iglesia de Santa Catalina. Foto: Proyecto Arqueológico 'Santa Catalina'.

En el segundo tercio del siglo XVI se comenzó a construir la definitiva parroquia de Santa Catalina, levantada en el mismo lugar donde existieron, que se tenga testimonio de ello, otras dos versiones anteriores de esta iglesia, y que estas, a su vez, se ubicaban en el mismo cerro donde se encontraba la antigua fortaleza. La mayor información existente al respecto ha sido aportada por la doctora Pilar Molina Chamizo.
En la construcción de esta iglesia se hizo uso del estilo gótico, con bóvedas de crucería estrellada con sus claves, nervaduras y traceletes y plantas de salón con presbiterio ochavado, muy populares en época de los Reyes Católicos. La parte más antigua de la iglesia es la capilla de Santiago (1511-1515), con un acceso de arco de medio punto delicadamente moldurado con delgados baquetones y capiteles con cardinas, y con un techo de bóveda estrellada. Esta capilla estaba separada del resto de la iglesia por una cancela de madera; y en un nicho de la pared se encontraba un altar dedicado al apóstol Santiago. Esta quedó posteriormente inserta en el lateral del evangelio de la capilla Mayor (1536). En ella se usó la mampostería y la sillería para los imponentes contrafuertes que sostenían toda la crucería. En el lado del evangelio se abren dos puertas en arco, una que comunicaba directamente a la sacristía y otra que daba a una escalera de caracol que subía a las bóvedas y con una apertura a medio camino para llegar al púlpito y una pequeña tribuna.
A mediados de siglo se realizó una ampliación provisional para acomodar la tribuna y el baptisterio a la capilla mayor. Esta ampliación también sirvió para colocar unas fortuitas puertas de jambas y dintel muy sencillos. En el mismo periodo que se ejecutó esta ampliación provisional también se hicieron dos significativas obras en la iglesia, la torre campanario y la capilla hornacina de San Pedro.
Otra gran intervención en la iglesia tuvo lugar a finales del siglo XVI, con la creación de la mencionada capilla-hornacina de San Pedro Apóstol, por el cantero Diego Hurtado. Presenta jambas con columnas abalaustradas y pechinas intradós con motivos simbólicos y alegóricos relativos a San Pedro, Santa Catalina y al carácter funerario (querubines, flores, veneras, ángeles tocando trompetas, animales apotropaicos, etc.).
Una de las últimas intervenciones -si no la final- acaeció en 1719, momento del que, gracias a las descripciones de los visitadores de la Orden de Santiago, se tiene una relación de los ricos ornamentos que tenía el templo. Se describe como bien conservada pero fuera del pueblo.
|  |  |  |

Sin embargo, el nacimiento de Santo Tomás de Villanueva en Fuenllana hacia 1486 y su fulgurante proceso de beatificación (1618) y canonización (1658) atrajo para estas fechas a la congregación agustina. En 1735 los agustinos calzados se instalaron en el convento construido a tal efecto junto a la casa natal del santo y comenzó el declive del espacio de Santa Catalina. En 1741 los agustinos piden anexionarse la iglesia de Santa Catalina. En apenas tres años consiguen la resolución del Consejo de Órdenes a su favor (1741), la bula de Benedicto XV (1742) y la provisión real de Felipe V (1743), aduciendo entre otras, que la iglesia de Santa Catalina está lejos del centro del pueblo, que no se atienden a los enfermos bien y que hay dejación de funciones del cura encargado. El resultado fue la orden para que:
- se trasladaran los huesos y cadáveres a la nueva iglesia;
- hubiera un traslado solemne de las reliquias y de todo lo “profanable”;
- demoliera lo mancillado y se vendieran maderas y lápidas.

Según Cabada y Portillo fue hacia 1802 cuando se clausuró definitivamente la iglesia, aunque numerosos elementos alusivos a ella permanecieron, como un imagen de Santa Catalina que estuvo en el presbiterio hasta la década de los 60 del siglo XX.

### Cementerio y ruina
Aunque desde que se constituyó la iglesia, como tal, ejerció también de cementerio, tras el desmantelamiento de la iglesia, esta fue ocupada de nuevo como necrópolis. Hasta ocuparse toda la nave de la iglesia como camposanto. La construcción del nuevo cementerio en 1904 no trasladó a todos los finados. Además de que se han podido ver las lápidas durante la segunda mitad del siglo XX, aquellos espacios no arrasados durante la última restauración todavía mantienen cuerpos sepultados, como junto a la capilla de Santiago.
No obstante, las ruinas de la antigua iglesia y del posterior cementerio poco a poco fueron cayendo en el olvido y convirtiéndose en espacio marginal, tanto por su posición excéntrica como por la rápida degradación del mismo: vertidos incontrolados, acampadas de viajeros itinerantes y lugar de divertimento y vandalismo de la juventud local. También se instaló en la acrópolis del cerro el depósito de aguas —con sus tuberías— y una torre de alta tensión.
El desmantelamiento de la iglesia de Santa Catalina se culminó en 1971 con el desmontado del arco de la capilla de San Pedro y la extracción de los tres escudos sobre la capilla de Santiago, los cuales fueron reinstalados de forma heterogénea en la iglesia de la plaza del convento. Hoy día, junto a otros elementos, se pueden contemplar allí.

## Trabajos arqueológicos
Las labores arqueológicas llevadas a cabo en el cerro de Santa Catalina han sido de dos tipo:
- Seguimiento de obras
- Proyecto científico-social: proyecto arqueológico Santa Catalina

### Seguimiento de obras
A finales de la primera década del siglo XXI se intervino desde el Ayuntamiento de Fuenllana en Santa Catalina para estabilizar la ruina y monumentalizar mínimamente el lugar:
- Llagueado de juntas
- Reposición de cantería con arenisca semejante de esquinas en contrafuertes, cornisas y aleros
- Recrecido de muros
- Sistema de iluminación turística
- Protección de capilla de Santiago con tejado metálico.
- Apuntalado de dinteles
- Apertura de vanos e instalación de cancelas
- Camino de ronda inferior y vallado perimetral con muro de mampostería
- Camino de acceso desde la localidad

Siendo estas intervenciones necesarias, sin embargo, afectaron drásticamente al patrimonio arqueológico y a la memoria de la villa, pues se vació con maquinaria pesada y sin control efectivo el interior de la nave:
- se profanaron sin permiso tumbas de las que todavía quedan familiares vivos;[2]
- han perdido el cementerio y los osarios contiguos -puerta norte- que permitan un estudio antropológico de la población de Fuenllana;
- se han rebajado los niveles del suelo de la nave, por lo que también es posible que se hayan perdido los niveles arqueológicos de etapas anteriores;
- el relleno de los mechinales hace más difícil una estudio arquitectónico de las dimensiones de las distintas partes y fases de la iglesia.

El seguimiento arqueológico de estas actividades fue llevado a cabo por el arqueólogo Enrique Mata Trujillo con el permiso de la Junta de Comunidades de Castilla-La Mancha.

### Proyecto científico-social: proyecto arqueológico Santa Catalina
La primera investigación arqueológica propiamente dicha en el yacimiento se inicia a raíz de las conversaciones del Ayuntamiento de Fuenllana -bajo la vara de su por entonces alcalde Antonio B. Rodríguez (PSOE), y con Salvador Dueñas como concejal de Cultural-, con el arqueólogo Pedro R. Moya-Maleno, quien estudia entre otros temas la ocupación humana en el alto valle del río Jabalón en el cercano Proyecto arqueológico Entorno Jamila. Nacía así el Proyecto Arqueológico Santa Catalina en pos de conocer la evolución diacrónica de esta icónica ruina del Campo de Montiel y su relación con otros yacimientos cercanos, como Peñaflor, Jamila, el cerro de San Cristóbal, el Salido, el castillo de la Estrella, etc. La buena disposición municipal, el patrocinio de la Diputación Provincial de Ciudad Real y el permiso pertinente de la Junta de Comunidades de Castilla-La Mancha permitieron arrancar las actuaciones y desarrollar las primeras prospecciones geofísicas en 2013 y 2014. Tras las siguientes elecciones municipales 2015, y ya con el anterior concejal como alcalde por el Partido Popular, el proyecto coge un nuevo impulso y se iniciaron las excavaciones del lugar. A fecha de 2017 el proyecto se ha vuelto a parar por desavenencias entre la dirección arqueológica y el Ayuntamiento de Fuenllana.

#### Resumen de campañas
| Año  | Campaña                          | Dirección                                                                        | N.º de Participantes | Financiación                                                              | Inversión (€) |
| ---- | -------------------------------- | -------------------------------------------------------------------------------- | -------------------- | ------------------------------------------------------------------------- | ------------- |
| 2013 | Prospección Geofísica: Magnética | Dr. Pedro R. Moya-Maleno (+ Dr. José Antonio Peña, UGR)                          | 4                    | Diputación de Ciudad Real, Ayuntamiento de Fuellana y P.A. Santa Catalina | 1.200€        |
| 2014 | Prospección Geofísica: Georrádar | Dr. Pedro R. Moya-Maleno (+ Dr. José Antonio Peña, UGR)                          | 4                    | Diputación de Ciudad Real, Ayuntamiento de Fuellana y P.A. Santa Catalina | 1.200€        |
| 2015 | Excavación                       | Dr. Pedro R. Moya-Maleno y José Antonio Cano Elipe                               | 11                   | Diputación de Ciudad Real, Ayuntamiento de Fuellana y P.A. Santa Catalina | c.1.800€      |
| 2016 | Excavación/Restauración          | Dr. Pedro R. Moya-Maleno, Dr. Pablo Guerra García y Ana Isabel Díaz-Cacho Moreno | 12                   | Diputación de Ciudad Real, Ayuntamiento de Fuellana y P.A. Santa Catalina | c.3.320€      |
| 2017 | Laboratorio                      | Dr. Pedro R. Moya-Maleno                                                         | 14                   | Universidad Complutense y P.A. Santa Catalina                             | -             |

#### Campaña 2013

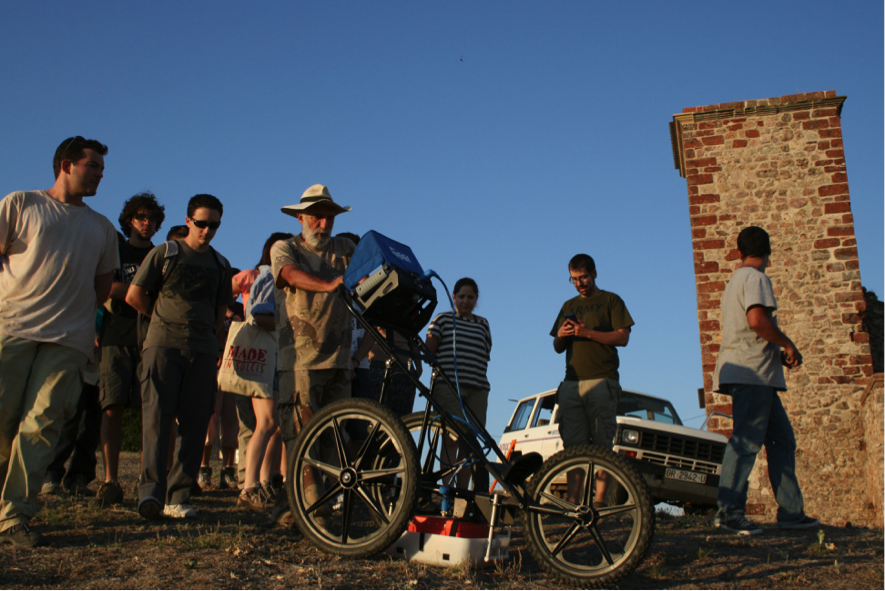
Prof. José Antonio Peña (UGR) realizando la prospección por georrádar, 2014. Foto: Proyecto Arqueológico 'Santa Catalina'.

En el año 2013 se realiza una prospección geofísica en colaboración con el equipo de Universidad de Granada encabezado por el Prof. José Antonio Peña. La campaña fue financiada por la Diputación Provincial de Ciudad Real, el Ayuntamiento de Fuenllana y el Proyecto Arqueológico Santa Catalina. La finalidad de estos trabajos era la verificación de la rentabilidad científica de la apertura de dicho yacimiento. Los primeros resultados arrojados por esta prospección geofísica ya mostraron las primeras alineaciones de estructuras sepultadas en el subsuelo del cerro. Sin embargo el método empleado de prospección magnética registró muchas interferencias debido al cableado eléctrico que recorre el subsuelo del cerro, los metales presentes en algunas zonas (utilización del cerro como basurero en los últimos siglos) y otros puntos de fuego recientes (hogar de feriantes, obras, etc.).

#### Campaña 2014
En el año 2014 se vuelve a plantear un campaña de prospección geofísica, como segunda fase de la anterior, también en colaboración con la Universidad de Granada. En esta ocasión se realiza una prospección con georrádar, barriendo buena parte de la topografía superior del cerro con GPS diferencial. Se logró localizar numerosas estructuras, siendo la más importante de ellas lo que estimaba que serían los restos de los muros que formaron parte de la muralla del castillo-iglesia de Santa Catalina. También se localizaron las roturas de dichas estructuras ocasionadas por el paso de las tuberías del depósito de agua que se ubica en la cima del cerro. También una estancia cuadrangular adosada a la muralla.
De nuevo esta campaña contó con la financiación de la Diputación Provincial de Ciudad Real, el Ayuntamiento de Fuenllana y el Proyecto Arqueológico Santa Catalina.

#### Campaña 2015
En el año 2015, el equipo arqueológico vio necesario confirmar la existencia, naturaleza y potencia de las estructuras detectadas en las prospecciones geofísicas mediante la excavación arqueológica de lugares escogidos del yacimiento. De nuevo esta campaña contó con la financiación de la Diputación Provincial de Ciudad Real, el Ayuntamiento de Fuenllana y el Proyecto Arqueológico Santa Catalina. La excavación se desarrolló como las III Jornadas de Arqueología de Fuenllana, a modo de curso gratuito de aprendizaje y especialización de estudiantes.
Se procedió a la realización de dos sondeos en la muralla Oeste. El primero de ellos en una zona de lienzo roto que asomaba en esquina Noroeste “LNW”, donde, en efecto pudo constarse la base de una muralla arrasada casi hasta sus cimientos y soterrada bajo una potente capa de tierra y residuos. La segunda cata se realizó en media estancia cuadrangular adosada a la muralla, la denominada “T1”. En este punto los resultados también fueron altamente positivos, puesto que localizó la cara exterior de la muralla —que cuenta con una gran potencia y un ancho de más de 2 metros— y los muros de la estancia adosada. Estos últimos más delgados. En el interior de T1 se hallaron una gran cantidad de restos óseos, tanto faunísticos como, sobre todo, humanos, debido a la utilización del cerro de Santa Catalina como cementerio. Se pudo constatar que los restos se hallan apenas unos centímetros bajo la superficie. Aunque en zonas aledañas se han podido testimoniar inhumaciones en posición primaria, el último uso de T1 fue como osario en el que acumular decenas de cráneos y huesos humanos procedentes de cuerpos ya descarnados en otras tumbas.
Al acabar las labores de excavación se procedió al soterramiento de los cortes realizados en busca de la preservación del yacimiento y sus restos.
Los materiales de esta campaña se encuentran siendo estudiados por el equipo de Pedro R. Moya-Maleno en el laboratorio de Arqueología de la Universidad Complutense de Madrid, como parte de un programa de investigación y aprendizaje de los alumnos de cualquier universidad que se desea apuntar.

#### Campaña 2016

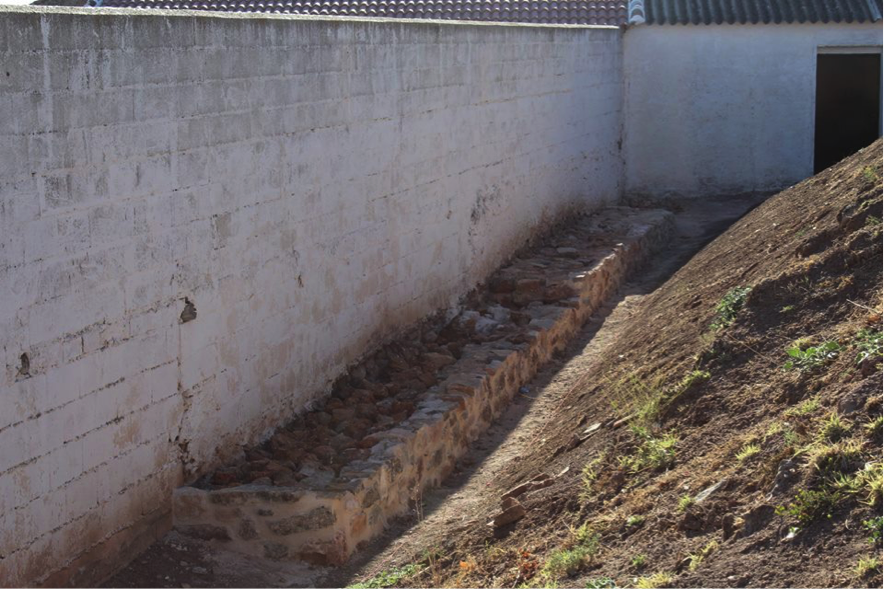
Trabajos de restauración en “lienzo NW”, campaña 2016. Foto: Proyecto Arqueológico 'Santa Catalina'.

La campaña de 2016 en el Castillo-Iglesia de Santa Catalina cumplió el objetivo de seguir profundizando en el conocimiento del cerro así como poner en valor los restos arqueológicos exhumados. De nuevo esta campaña contó con la financiación de la Diputación Provincial de Ciudad Real, el Ayuntamiento de Fuenllana y el Proyecto Arqueológico Santa Catalina. La excavación se desarrolló como las IV Jornadas de Arqueología de Fuenllana, a modo de curso gratuito de aprendizaje y especialización de estudiantes.
De una parte se abrió y siguió excavando el osario de la estancia adosada a la muralla en la zona “T1”. En segundo lugar, se documentó el lienzo Norte "LN", del cual se pudieron excavar las hiladas superiores gracias a que el muro trasero de una casa se apoya directamente en él. Al igual que en LNW, se confirmó que la ladera norte del depósito de aguas ha precipitado buena parte de las basuras en ella arrojadas como vertedero.

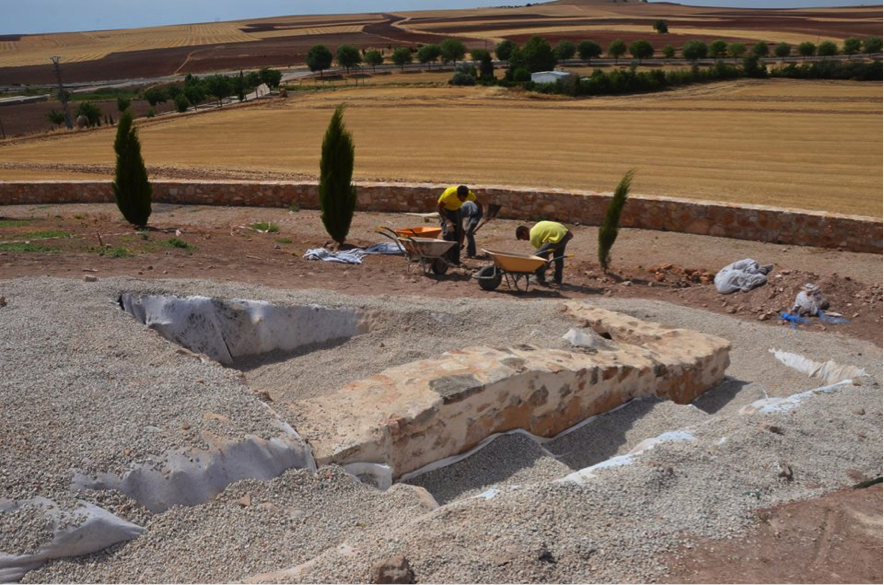
Trabajos de restauración en “T1”, campaña 2016. Foto: Proyecto Arqueológico 'Santa Catalina'.

Tras los trabajos de excavación se iniciaron las labores de restauración de los muros de la muralla del “lienzo NW”, así como los muros de la estancia adosada a la muralla en la zona “T1”. En concreto, se buscó nivelar y reforzar las hiladas de la muralla LN, con piedra local y mortero poco agresivo, para evitar derrumbes y desperfectos de los paramentos originales. Para esta labor se contó con la ayuda y servicios de profesionales en albañilería comarcanos y especialistas en conservación y restauración del Patrimonio Arqueológico (Dr. Pablo Guerra García). Aunque esta acometida agotó las partidas disponibles y el investigador principal tuvo que asumir personalmente los gastos necesarios, se dio el primer paso para cumplir el objetivo de hacer visitable el yacimiento y ponerlo en valor en sí mismo y como Patrimonio de Fuenllana. La distribución de los gastos son públicos.
Los materiales de esta campaña se encuentran siendo estudiados por el equipo de Pedro R. Moya-Maleno en el laboratorio de Arqueología de la Universidad Complutense de Madrid, como parte de un programa de investigación y aprendizaje de los alumnos de cualquier universidad que se desea apuntar.

#### Campaña 2017

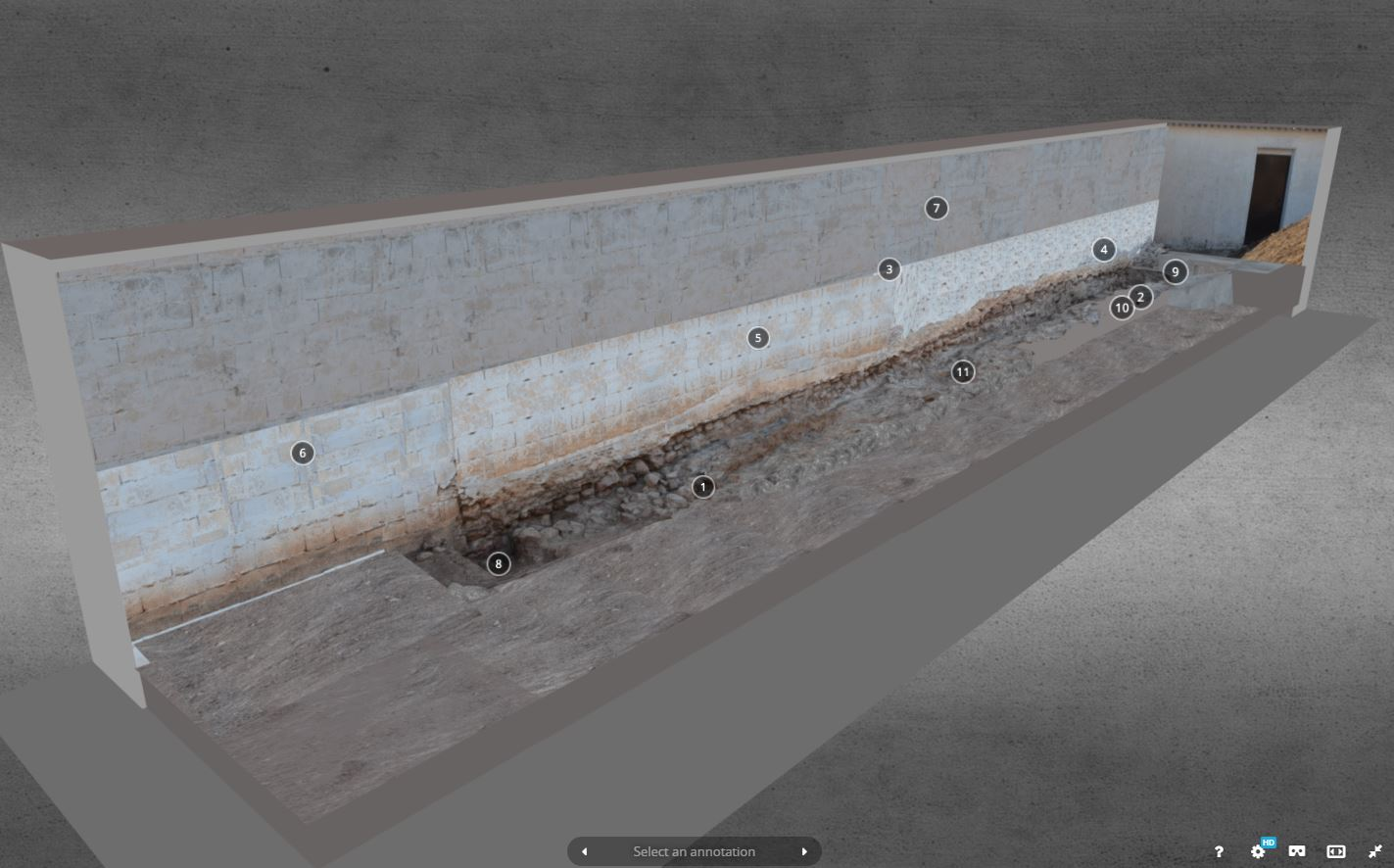
Práctica de modelo fotogramétrico de la muralla Norte de la fortificación de Santa Catalina. Foto: Proyecto Arqueológico 'Santa Catalina'.

La campaña de 2017, prevista para la continuación de la excavación de T1 y la apertura y consolidación de nuevos sectores del cerro de Santa Catalina en verano, fue suspendida durante la primavera por desavenencias entre la dirección arqueológica y el Ayuntamiento de Fuenllana. En esta coyuntura se ha reconducido la campaña hacia el estudio intensivo de los materiales recuperados en el yacimiento del castillo-iglesia de Santa Catalina en el laboratorio de Arqueología de la Universidad Complutense de Madrid. Fruto de ello ha sido, entre otros, el modelo 3D del lienzo Norte.